# Гори Архімеда

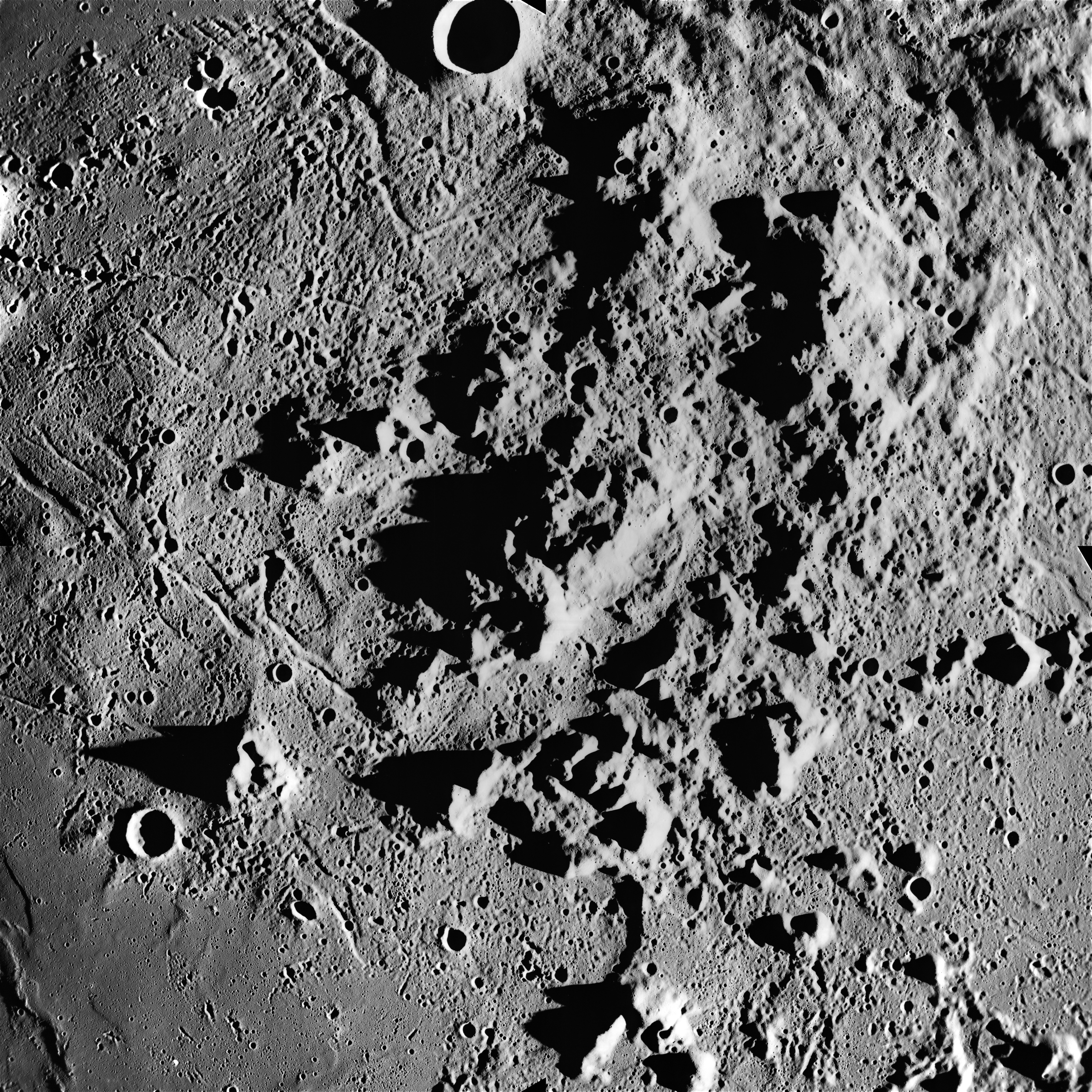
Гори Архімеда. Знімок «Аполлона-15» (1971), зроблений за висоти Сонця 5°; ширина — 150 км.

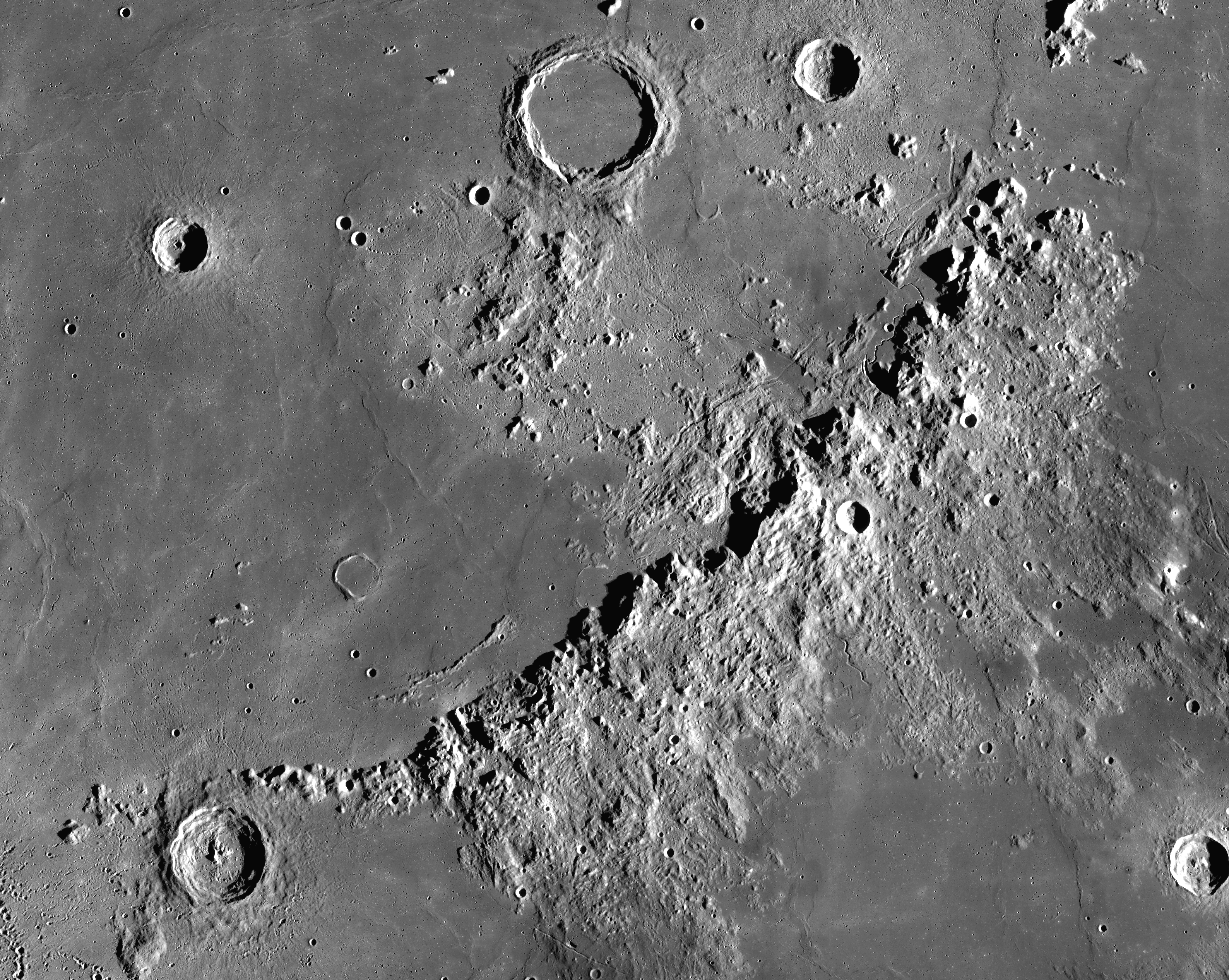
Гори Архімеда (вище центру) та Апенніни. Вгорі по центру — кратер Архімед.

Гори Архімеда (лат. Montes Archimedes) — гірська система на Місяці в басейні Моря Дощів біля кратера Архімед. Протяжність — близько 150 км, висота — 2,5–2,9 км відносно суміжних морських ділянок та 0,55 км відносно місячного рівня відліку висот, координати найвищої вершини — 26°28′ пн. ш. 4°35′ зх. д. / 26.46° пн. ш. 4.58° зх. д..
Гори Архімеда стоять на південному сході басейну Моря Дощів, на світлому (не залитому морською лавою) «півострові». Це море оточує їх на заході та півдні. На північному сході гори межують із відокремленою морською ділянкою — Болотом Гниття, а на південному сході переходять у світлі низовини, що тягнуться до Апеннін — значно більшого гірського хребта на краю басейну Моря Дощів. На півночі гори межують із великим кратером Архімед, ім'я якого й отримали. Ця назва з'явилася на карті, виданій 1974 року Військовим картографічним агентством США для НАСА, і 1976 року була затверджена Міжнародним астрономічним союзом. Жодна з вершин гір Архімеда власної назви не має.
В районі гір Архімеда з південного сходу на північний захід тягнеться кілька борозен, що отримали назву «борозни Архімеда» (Rimae Archimedes). Біля північно-західного краю гірської системи лежить 12-кілометровий кратер Банкрофт, а біля південно-західного — 7-кілометровий кратер Макміллан. За 70 км на північний захід від гір знаходиться пара 9-кілометрових кратерів Фельє та Бер. Окрім того, в околицях розкидані невеликі сателітні кратери Архімеда.
Район гір Архімеда (особливо рівнини на сході та заході від них) вкритий численними дрібними вторинними кратерами та V-подібними візерунками, утвореними при падінні викидів Архімеда. Це одне з небагатьох місць, де вони не залиті лавою Моря Дощів.
Ймовірно, гори Архімеда пов'язані походженням із басейном Моря Дощів і, відповідно, мають ранньоімбрійський вік — 3,7–3,9 млрд років.